# Ivaïlo
 (janvier 2020).
Si vous disposez d'ouvrages ou d'articles de référence ou si vous connaissez des sites web de qualité traitant du thème abordé ici, merci de compléter l'article en donnant les références utiles à sa vérifiabilité et en les liant à la section « Notes et références ».
Ivaïlo (mort en 1280) (en bulgare : Ивайло, parfois translittéré en Ivajlo ou Ivaylo), est
roi ou tsar de Bulgarie en 1278-1279. Ancien porcher ou berger, il prend la tête d'un soulèvement paysan contre les Mongols, les Byzantins et les Boyards.

## Biographie

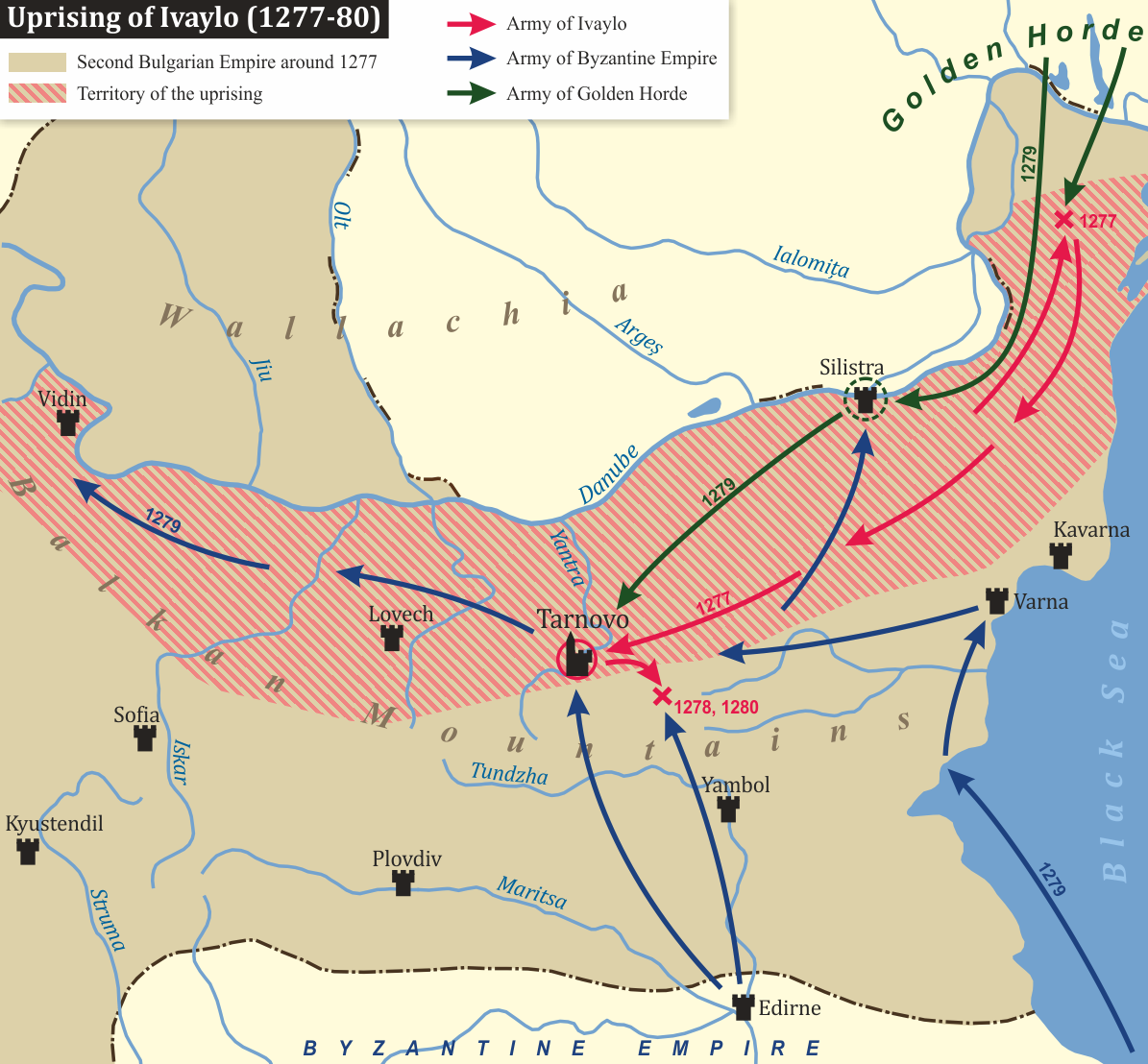
Le soulèvement d'Ivaïlo

Pendant l’été 1277 un paysan nommé Ivaïlo fomente une révolte dans le nord est de la Bulgarie qui avait été dévasté par l’invasion des Mongols. Simple garçon de ferme, Ivajlo prétendait avoir des visions célestes et, avec son armée de paysans, il réussit à repousser les envahisseurs au-delà du Danube.
Le roi Constantin Tich Asên de son côté lève une armée pour combattre les révoltés. Il est vaincu et tué dès la première rencontre avec Ivajlo qui marche immédiatement sur la capitale Tărnovo, où se trouvait la reine Marie Paléologue Cantacuzène et leur fils mineur, Michel Asên, roi associé depuis 1272.
L’empereur byzantin Michel VIII Paléologue met à profit l’affaiblissement de la position de sa nièce la reine Marie pour porter au trône un fils de l’éphémère tsar Mitzo Asên qui vivait en exil à Constantinople, à qui il donne sa fille aînée Irène comme épouse et qu’il proclame sous le nom d’Ivan Asen III car il descendait en ligne féminine de la dynastie des Asen.
La reine Marie Paléologue brouillée avec son oncle et qui souhaitait préserver les droits au trône de son propre fils envoie des messagers à Ivaïlo et lui offre le mariage et le trône de Bulgarie à la condition expresse qu’il accepte de garantir les droits au trône de son fils Michel Asên.
Ivaïlo accepte la proposition, entre à Tărnovo, au printemps 1278 et épouse la reine. Il mene une défense réussie des passes balkaniques contre les troupes byzantines, envoyées pour affirmer Ivan Asen III. Ivaïlo rencontre un succès contre des raids mongols occasionnels, mais une importante armée mongole le bloque dans la forteresse de Drastar (Silistra) sur le Danube pendant trois mois en 1279. Trompée par la fausse nouvelle de la mort d’Ivaïlo, les habitants de la capitale démoralisés ouvrent les portes au prétendant choisi par l’empereur byzantin qui est proclamé roi en 1279. La reine Marie enceinte d’Ivaïlo et son fils sont envoyés à Constantinople.
Peu de temps après, toujours en 1279, Ivaylo apparaît soudain devant Tarnovo avec une armée, mais ne parvient pas à prendre la ville bien fortifiée. Néanmoins il remporte le 17 juillet 1279 une victoire éclatante dans la bataille de Devina sur Ivan Asen III à la tête d'une armée byzantine de 10 000 soldats. Après cette victoire, Ivaïlo écrase une autre armée byzantine au nombre de 5 000 dans les cols des Balkans. Désespéré, Ivan Asen III fuit Tărnovo en 1280. Les boyards décident alors d’élire roi l’un d’entre eux Georges Ier Terter d’origine coumane. Ivaïlo qui ne disposait plus que du soutien de sa troupe de paysans perd toute influence dans le pays. Il décide alors de se présenter au chef mongol Nogaï qui avait établi sa capitale sur le Danube pour lui demander son aide pour retrouver son trône. Peu après Ivan Asen III se présente au camp des Mongols avec la même sollicitation. Corrompu par l’argent byzantin, Nogaï Khan ordonne l’assassinat d’Ivaïlo au cours d’un festin.
Sa mort marquera la fin de la grande jacquerie nationale bulgare commencée en 1277. Les historiens bulgares de l'école marxiste de la seconde moitié du XXe siècle ont souligné, via le prisme de la lutte des classes en Ivaïlo, le prototype du héros national et populaire, s’opposant à la fois aux forces de la féodalité et aux impérialismes étrangers byzantin et mongol. Désormais, il est plus considéré comme un héros national comparable à Jeanne d’Arc.

## Dans la culture
- Il est le personnage principal du film bulgare éponyme, réalisé en 1964 par Nikola Valchev.
- La campagne bulgare de l'extension The Last Khans d'Age of Empires II : Definitive Edition lui est consacré.